# Phareicranaus albimedialis
Phareicranaus albimedialis is een hooiwagen uit de familie Cranaidae.